# Untenhöhscheid
Untenhöhscheid ist eine aus einer Hofschaft hervorgegangene Ortslage in der bergischen Großstadt Solingen.

## Lage und Beschreibung
Untenhöhscheid befindet sich im westlichen Bereich des Stadtbezirks Burg/Höhscheid und gehört zum dortigen Stadtteil Höhscheid. Der Ort befindet sich am Rande eines kleinen Höhenrückens, auf dem als Höhenrückenstraße die Bergerstraße (bzw. im weiteren Verlauf Untenhöhscheid und Irler Hof genannt) zwischen Höhscheid und Kohlsberg verläuft. Von der Bergerstraße zweigen nach Norden zwei Stichstraßen mit dem Namen Untenhöhscheid und Am Kleeblatt ab, an denen die zum Ort gehörenden Gebäude liegen. Nach Norden fällt das Gelände in Untenhöhscheid in Richtung des Höhscheider Bachs ab, südlich befindet sich das bewaldete Weinsberger Bachtal. Östlich befindet sich das Lehrbiotop Bergerstraße. Zum Ort gehören mehrere historische Fachwerk- und Schieferhäuser, von denen mehrere unter Denkmalschutz stehen. 
Benachbarte Orte sind bzw. waren (von Nord nach West): Steigerhäuschen, Neuenhaus, Höhscheider Hof, Oben- und Mittelhöhscheid, Enderskotten, Strupsmühle, Kohlsberg, Irler Hof und Schirpenberg. 

## Etymologie
Der Ortsname Höhscheid bezeichnet eine in der Höhe gelegene Grenze bzw. Wasserscheide. Neben Untenhöhscheid kommt der Ortsname auch in dem Höhscheider Hof sowie den beiden anderen Orten Oben- und Mittelhöhscheid vor. Sie gaben dem heutigen Solinger Stadtteil den Namen.

## Geschichte
Während der Höhscheider Hof bereits seit 1189 nachgewiesen ist, lässt sich die Geschichte der drei Höfe Unten-, Mittel- und Obenhöhscheid bis in das 15. Jahrhundert zurückverfolgen. Sie werden im Zehntverzeichnis des Klosters Altenberg von 1488 erstmals urkundlich erwähnt.
Im Jahre 1715 ist der Ort in der Karte Topographia Ducatus Montani, Blatt Amt Solingen, von Erich Philipp Ploennies mit einer Hofstelle verzeichnet und als Hüſchet benannt. Die Topographische Aufnahme der Rheinlande von 1824 verzeichnet den Ort als drittes Höscheid und die Preußische Uraufnahme von 1844 als Unt: Höhscheid. In der Topographischen Karte des Regierungsbezirks Düsseldorf von 1871 ist der Ort als Utr Höhscheid verzeichnet.
Untenhöhscheid wurde in den Ortsregistern der Honschaft Höhscheid innerhalb des Amtes Solingen geführt. Nach Gründung der Mairien und späteren Bürgermeistereien 1808 gehörte der Ort zur Bürgermeisterei Höhscheid, die 1856 zur Stadt erhoben wurde und lag dort in der Flur VI. Meiswinkel. 
Mit der Städtevereinigung zu Groß-Solingen im Jahre 1929 wurde Untenhöhscheid in die neue Großstadt Solingen eingemeindet. Mehrere der historischen Gebäude im Ort, die Objekte Untenhöhscheid 26 und 28 sowie der Fachwerkhauskomplex Untenhöhscheid 109, 111, 113 wurden in die Denkmalliste der Stadt Solingen eingetragen. Das letztgenannte Gebäude ist oben abgebildet. Der Ort erlebte seit den 1990er Jahren eine starke bauliche Verdichtung, indem mehrere neue Straßen angelegt und diese geschlossen mit Einfamilienhäusern bebaut wurden. Dabei ist der Ort auch mit dem benachbarten Irler Hof zusammengewachsen.

## Bergbau
Beim Bau des Neuen Rheinwegs wurden 1754 in dem Gebiet zwischen Neuenhaus, Bauermannskulle und dem Höhscheider Hof nördlich von Untenhöhscheid Bleierz sowie sonstige Metalle und Mineralien gefunden. Ab dem Jahr 1773 wurden in dem später Grube Kleeblatt genannten Bleibergwerk Erze gefördert. Die Förderung belief sich, bezogen auf einen Zeitraum von 48 Jahren, auf einen Durchschnitt von 41,5 Zentner pro Jahr. Im Jahre 1811 wurde das Bergwerk zunächst stillgelegt.:8
Zwischen 1861 und 1889 erfolgte die Wiederaufnahme des Bergbaubetriebs, bevor die Förderung endgültig eingestellt wurde.:8 An den Bergbau erinnert heute noch das ehemalige Steigerhäuschen der Grube Kleeblatt an der heutigen Neuenkamper Straße 163 sowie eine Gedenktafel auf dem Waldweg zwischen Neuenhaus und Untenhöhscheid. In Untenhöhscheid wurde zudem die Straße Am Kleeblatt nach dem einstigen Bergwerk benannt.